# Jineth Bedoya Lima
Jineth Bedoya Lima, född 1974 är en colombiansk journalist. 
I sitt arbete på tidningen El Espectador i Bogota skrev Bedoya om Colombias krig mot terrorism med fokus på illegal vapenhandel av landets paramilitära grupper.
År 2000 blev hon kidnappad, drogad och våldtagen och hot framfördes mot all media i Colombia. Efter detta valde hon att lyfta frågan om sexuellt våld mot kvinnliga journalister i Colombia offentligt vilket ledde till ytterligare hot. 
Bedoya fortsatte sitt arbete som journalist och skrev om FARC. 2003 blev hon och en kollega kidnappade i staden Puerto Alvira, men efter hjälp av ortsbefolkningen lyckades de fly.
2021 hölls ett förhör av Inter-American Court of Human Rights (IACtHR) där Colombia som stat hölls ansvarig för att de inte skyddat Bedoya, trots flera anmälningar om hot och kränkningar.
Bedoya har tilldelats International Women of Courage award 2012 samt Anna Politkovskaya Award.     